# Пирожок (мультфильм)
«Пирожок» — советский рисованный мультипликационный фильм 1956 года, который создал режиссёр Пётр Носов.

## Сюжет
Сказка про трудолюбивую Курочку и её цыплят. Они выращивали на своём поле пшеницу и решили поле расширить, но никак не могли выкорчевать большой пень. Отправилась Курочка к соседям Шарику и Мурзику за помощью, а они отказались помочь. Наступила осень. Курочка и цыплята собрали урожай. Испекла Курочка ароматный пирог, и ленивые соседи прибежали на запах. Но хозяйка выгнала их ухватом, при этом произнеся: «Белоручек, лежебок мы не звали на пирог». Цыплята, доев пирожок, выходят на крыльцо и кричат лодырям вдогонку: «Спрячьте ваши ложки, да пустые плошки! Мы лентяям пирога не дадим ни крошки!»

## Создатели
| Сценарий                   | В. Горский |
| Режиссёр                   | Пётр Носов |
| Художники-постановщики     | Владимир Арбеков, Игорь Знаменский                                                                                            |
| Композитор                 | Отар Гордели |
| Песни                      | Яков Аким |
| Стихи                      | Льва Позднеева |
| Оператор                   | Нина Климова, Екатерина Ризо                                                                                                  |
| Звукооператор              | Борис Фильчиков |
| Художники-мультипликаторы: | Лидия Резцова, Борис Зелинский, Елизавета Комова, Мстислав Купрач, Виктор Лихачёв, Михаил Першин, Лев Позднеев, Елена Хлудова |

### Роли озвучивали
Актёры, озвучивавшие персонажей, в титрах не указаны.
- Юрий Хржановский — Шарик
- Зинаида Бокарёва — Мурзик
- Юлия Юльская — цыплёнок

## Рецензии
Это небольшая мультипликационная кинокартина, созданная по мотивам народных сказок сценаристом В. Горским, режиссёром П. Носовым и художниками В. Арбековым и И. Знаменским имеет чёткий и ясный адрес. В доступной, увлекательной форме самым маленьким зрителям преподносится важная воспитательная идея о том, что трудиться необходимо всем и каждому. Несомненно малышей заинтересует забавная история беспечных дружков — пёсика Шарика и котёнка Мурзика, которые не хотели помочь трудолюбивой Курочке с цыплятами и остались без вкусного пирога. Изобразительно фильм решён просто, со вкусом, в мягких цветовых тонах, в духе иллюстраций детских книжек. — Журнал «Советский экран» №8, 1957 год